# Заместительный дентин
Заместительный (вторичный) дентин — это дентин, который образуется на протяжении всей жизни, если пульпа остается живой.
Выделяют физиологический и патологический процесс образования вторичного дентина.
Физиологический процесс является медленнотекущим и равномерным. Если сравнить размеры пульповой камеры в молодом возрасте и пожилом, они будут значительно различаться.
Патологический процесс является быстротекущим и неравномерным. Он возникает при кариесе и патологической стираемости и направлен на защиту пульпы. Вторичный дентин образуется в том месте пульповой камеры, откуда поступает раздражитель. Иногда он настолько активен, что полностью изолирует корневую пульпу (чаще такое происходит в одноканальных зубах и при клиновидных дефектах). В многокорневых зубах кроме образования пристеночного заместительного дентина происходит и внутрипульпарное образование дентинных конгломератов (дентиклей), которые могут быть прикреплёнными и свободнолежащими.